# Nestor Kinanga
Nestor Kinanga (23. rujna 1988.) je angolski rukometaš. Nastupa za angolski G.D. Interclube i angolsku reprezentaciju.
Natjecao se na Svjetskom prvenstvu u Francuskoj 2017., gdje je reprezentacija Angole završila na 24. mjestu.